# Eva Burešová

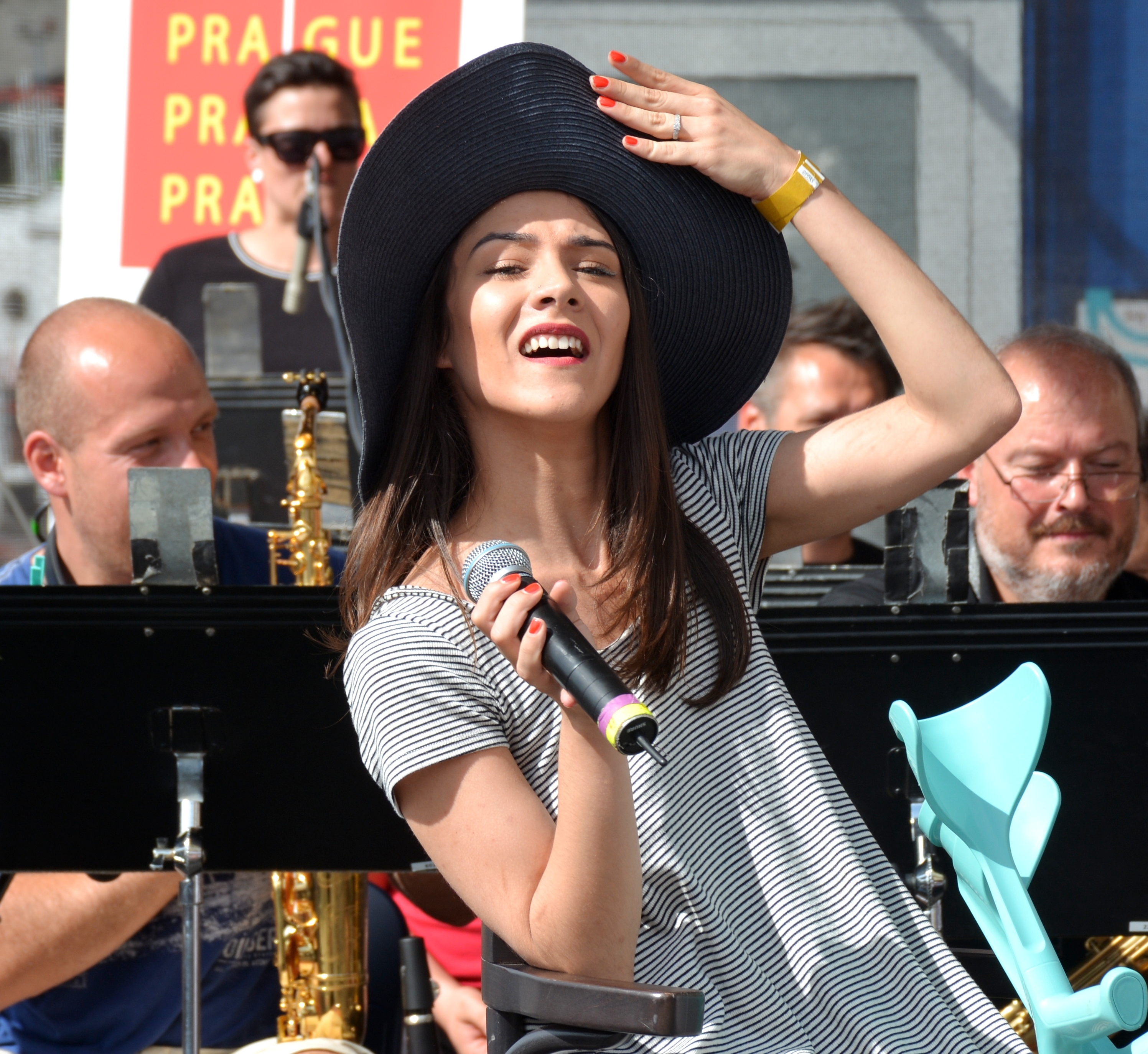
Eva Burešová

Eva Salvatore Burešová (* 22. července 1993 Hlučín) je česká zpěvačka a herečka.

## Život a kariéra
K hudbě ji přivedli rodiče, kteří jsou oba hudebníci. Zpěv, konkrétně operní, začala studovat v 8 letech u prof. Sylvie Pivovarčíkové. Začala docházet do operního studia v Národním divadle moravskoslezském. Svůj divadelní debut si odbyla ve 14 letech v dětské opeře Kolotoč v Národním divadle moravskoslezském, tam působila přes rok i v dalších malých rolích nebo ve sboru. Poté začala studovat na konzervatoři Jaroslava Ježka v Praze, obor Muzikál. Už ve druhém ročníku se jí podařilo získat trojroli Gity, Džamily a služtičky v muzikálu Baron Prášil. Zahrála si company muzikálů Jesus Christ Superstar a Vražda za oponou. Po dvou letech konzervatoř opustila a přešla na studium soukromé mezinárodní konzervatoře, kde studovala obory Muzikál, Jazz a World music.
V roce 2011 se zúčastnila televizní soutěže Česko Slovensko má talent 2011, kde na konkurzu předvedla píseň Listen od Beyoncé a nakonec se dostala do finále. Hned další rok (2012) získala roli Ofélie v muzikálu Hamlet: The Rock Opera a koncem roku 2013 se pustila do dalšího muzikálu, Lucie, větší než malé množství lásky, kde ztvárnila opět hlavní roli. Ve stejném roce (2013) se objevila v seriálu Gympl s (r)učením omezeným na TV Nova, kde hrála dceru přísné učitelky „Kobry“ Renatu Koberovou. Zde hrála v druhé a třetí sérii. Další rok (2014) si zahrála společně se svým kolegou ze seriálu Gympl Davidem Gránským v muzikálu Cyrano, kde spolu ztvárnili ústřední dvojici.
V roce 2015 získala roli Sibyly v muzikálu Sibyla – královna ze Sáby a od konce téhož roku účinkovala v Draculovi jako Adriana/Sandra a Lorraine. Na podzim 2016 se objevila jako Aneta v muzikálu Čas růží.
V roce 2017 začala hrát v seriálu Modrý kód roli sestřičky Petry Horvátové a stala se tváří Fashion in the box.[zdroj?]
20. června 2017 se jí narodil syn Nathaniel Adam Salvatore Krásný.
V roce 2018 účinkovala v 5. řadě zábavné show Tvoje tvář má známý hlas na TV Nova, kde obsadila 2. místo. Také se účastnila Eurovision Song CZ, národního kola pro Eurovision Song Contest 2018 s písní Fly, kde skončila třetí a o místo se dělila se zpěvákem Pavlem Calltou.
V roce 2019 skončila v seriálu Modrý kód, aby mohla ztvárnit hlavní roli – Kristýnu „Týnu“ Popelkovou – v seriálu Slunečná.[zdroj?]
V roce 2020 byla obsazena do role Perdity v Zimní pohádce na Letních shakespearovských slavnostech, kde zaskočila za herečku Veroniku Arichtevu připravující se na mateřské povinnosti. Vrátila se do zábavné show Tvoje tvář má známý hlas na TV Nova, kde působila od 7. řady jako porotkyně.[zdroj?]
Od začátku roku 2022 hraje v seriálu Zoo, kde ztvárňuje Viktorii „Viky“ Janečkovou.[zdroj?] Od března 2023 hraje roli Rachel Marron v muzikálu The bodyguard v Hudebním divadle Karlín v alternaci s Terezou Maškovou.[zdroj?]
Na jaře roku 2022 měla své první turné po různých městech v České republice. 3. dubna 2022 oznámila, že čeká druhé dítě se svým přítelem Přemkem Forejtem. Dne 15. srpna 2022 se jí narodil syn Tristan William Forejt.
V roce 2024 vydala album Meraki (z řeckého slova, dělat něco s láskou a dát do toho kus sebe), na kterém spolupracovala s Jiřím Burianem.
V roce 2025 se zúčastnila slovenské taneční show Let’s Dance, které se vysílá na TV Markíza. Tancovala po boku profesionálního tanečníka Matyáše Adamce. Vypadli v 8. epizodě a tudíž se umístili na celkovém 5. místě.

## Filmografie
| Rok  | Název                                                                   | Role                                 | Poznámka                                    |
| ---- | ----------------------------------------------------------------------- | ------------------------------------ | ------------------------------------------- |
| 2011 | Česko Slovensko má talent                                               | ona sama (soutěžící)                 | televizní pořad, 2. řada                    |
| 2011 | Ceny paměti národa                                                      |                                      | krátkometrážní film                         |
| 2012 | Modrý tygr                                                              | studentka                            | film                                        |
| 2013 | Gympl s (r)učením omezeným                                              | Renata Koberová                      | televizní seriál                            |
| 2014 | Giant Business                                                          | Eva                                  | amatérský film                              |
| 2015 | Trhlina                                                                 | Zuzana                               | amatérský film                              |
| 2015 | Gangster Ka                                                             | zpěv                                 | film                                        |
| 2016 | V.I.P. vraždy                                                           | Tereza Rázlová                       | televizní seriál, díl: Recept na smrt       |
| 2016 | Krycí jméno Holec                                                       | Eva (zpěv)                           | film                                        |
| 2017 | Modrý kód                                                               | Petra Horvátová                      | televizní seriál                            |
| 2018 | Hotel Hvězdář                                                           | čarodějka Dobrodějka                 | televizní pořad                             |
| 2018 | Máme rádi Česko                                                         | ona sama                             | televizní pořad, 6. řada                    |
| 2018 | Tvoje tvář má známý hlas                                                | ona sama (soutěžící)                 | televizní pořad, 5. řada                    |
| 2018 | Show Jana Krause                                                        | ona sama                             | talk show                                   |
| 2018 | Backstage                                                               | hlas                                 | film                                        |
| 2018 | Raubíř Ralf a Internet                                                  | Shank (hlas)                         | animovaný film                              |
| 2019 | Specialisté                                                             | Alice Vernerová                      | televizní seriál, díl: Párty                |
| 2019 | Krejzovi                                                                | slečna s psíčkem                     | televizní seriál, díl: Mise na Mars         |
| 2019 | Jak si nepodělat život                                                  | Lotta                                | televizní seriál, díl: Až budou krávy lítat |
| 2020 | Slunečná                                                                | Týna Popelková                       | televizní seriál                            |
| 2020 | 7 pádů Honzy Dědka                                                      | ona sama                             | talk show                                   |
| 2020 | Show Jana Krause                                                        | ona sama                             | talk show                                   |
| 2020 | Tvoje tvář má známý hlas                                                | ona sama (porotkyně)                 | televizní pořad, 7. řada                    |
| 2020 | Zlatá maska                                                             | Jednorožec (soutěžící)               | televizní pořad                             |
| 2020 | Až na měsíc (Over the moon)                                             | Ruthie Ann Miles – máma (hlas, zpěv) | animovaný film                              |
| 2020 | Pan Jangle a vánoční dobrodružství (Jingle Jangle: A Christmas Journey) | Joanne Jangle (hlas, zpěv)           | film                                        |
| 2021 | Nečum na mě show                                                        | ona sama                             | talk show                                   |
| 2021 | Chlupáčci (Extinct)                                                     | Pupí (hlas)                          | animovaný film                              |
| 2021 | Stáří není pro sraby                                                    |                                      | film                                        |
| 2022 | Zoo                                                                     | Viktorie „Viki“ Janečková            | televizní seriál                            |
| 2022 | Máme rádi Česko                                                         | ona sama                             | televizní pořad, 10. řada                   |
| 2024 | Česko Slovensko má talent                                               | ona sama (porotkyně)                 | televizní pořad, 12. řada                   |
| 2025 | Let's Dance                                                             | ona sama (soutěžící)                 | televizní pořad, 10. řada, 5. místo         |

## Divadelní role
| Rok  | Název                                     | Role                                            | Divadlo                         |
| ---- | ----------------------------------------- | ----------------------------------------------- | ------------------------------- |
| 2008 | Kolotoč                                   | Chlapeček v eroplánu, Chlapeček v autíčku       | Národní divadlo moravskoslezské |
| 2010 | Baron Prášil                              | Gita, Džamila, služtička                        | Divadlo Hybernia                |
| 2010 | Jesus Christ Superstar                    | Máří Magdaléna, company                         | Hudební divadlo Karlín          |
| 2011 | Vražda za oponou                          | company                                         | Hudební divadlo Karlín          |
| 2012 | Hamlet: The Rock Opera                    | Ofélie, Helena                                  | Divadlo Broadway                |
| 2013 | Lucie, větší než malé množství lásky      | Lucie                                           | Hudební divadlo Karlín          |
| 2013 | Superstar Company                         | Marie, Viki                                     | Mezinárodní konzervatoř Praha   |
| 2014 | Cyrano                                    | Roxana                                          | Divadlo Radka Brzobohatého      |
| 2015 | Dracula                                   | Lorraine, Adriana/Sandra                        | Hudební divadlo Karlín          |
| 2016 | Sibyla, královna ze Sáby                  | Sibyla                                          | Divadlo Hybernia                |
| 2016 | Boeing – Boeing aneb Tři letušky v Paříži | Jane – americká letuška Gréta – německá letuška | Divadlo Radka Brzobohatého      |
| 2017 | Čas růží                                  | Aneta                                           | Hudební divadlo Karlín          |
| 2019 | Sopranistky                               | Kylah                                           | Činoherní klub                  |
| 2020 | Zimní pohádka                             | Perdita                                         | Letní shakespearovské slavnosti |
| 2020 | Cyrano (obnovená hra)                     | Roxana                                          | Divadlo Radka Brzobohatého      |
| 2020 | Hledám ženu, nástup ihned                 | Helena Fosterová                                | Divadlo Palace                  |
| 2023 | The Bodyguard                             | Rachel Marron                                   | Hudební divadlo Karlín          |
| 2024 | Sopranistky (obnovená premiéra)           | Kylan                                           | Hudební divadlo Karlín          |
| 2024 | Beettle Juice                             | Barbara                                         | Hudební divadlo Karlín          |

## Písně
| Rok  | Datum vydání | Název                           | Muzikál                  |
| ---- | ------------ | ------------------------------- | ------------------------ |
| 2010 | 22.2.        | Dál měj vůli žít                | Baron Prášil             |
| 2012 | 19.3.        | Sestro                          | Hamlet The rock opera    |
| 2016 | 6.11.        | Líbej mě dál                    | Sibyla, královna ze Sáby |
| 2016 | 6.11.        | Loučení                         | Sibyla, královna ze Sáby |
| 2017 | 17.11.       | Brzy se vrať                    |                          |
| 2017 | 17.11.       | Forever Here                    |                          |
| 2018 | 31.8.        | Nejdeš stíhat                   |                          |
| 2018 | 31.8.        | Půjdeš sám                      |                          |
| 2018 | 28.9.        | Once upon a time                |                          |
| 2019 | 31.5.        | Another Day                     |                          |
| 2019 | 8.7.         | Já tě znám                      |                          |
| 2019 | 6.12.        | Noc                             |                          |
| 2020 | 21.4.        | Ty a Já                         |                          |
| 2020 | 24.4.        | Jako by byl náš poslední        |                          |
| 2020 | 30.10.       | Fly                             |                          |
| 2021 | 11.6.        | Malý princ                      |                          |
| 2021 | 14.6.        | Jsme Jaký Jsme                  |                          |
| 2021 | 5.9.         | Ještě jednou                    |                          |
| 2021 | 1.10.        | Máš u mě skrýš                  |                          |
| 2021 | 10.11.       | Úsměv Mony Lisy                 |                          |
| 2022 | 25.2.        | Noční nebe                      |                          |
| 2022 | 14.4.        | Kámoš Kvído                     |                          |
| 2022 | 22.4.        | Písně ze seriálu ZOO (12 písní) |                          |
| 2022 | 1.7.         | Žena z oceli                    |                          |
| 2022 | 8.9.         | Noční expres                    |                          |
| 2022 | 9.9.         | Zapomeň                         |                          |
| 2023 | 6.1.         | Obejmout                        |                          |
| 2023 | 3.2.         | Tiché vody                      |                          |
| 2023 | 24.3.        | Noční nebe (Earking Remix)      |                          |
| 2023 | 7.4.         | Once upon a time (nová verze)   |                          |
| 2023 | 21.4.        | Queen of The Night              | The Bodyguard            |
| 2023 | 27.10.       | This is how It goes             |                          |
| 2023 | 10.11.       | Kafe s Mlíkem                   |                          |
| 2023 | 24.11.       | Sirény                          |                          |
| 2024 | 9.5.         | Walking Disaster                |                          |
| 2024 | 7.6.         | Slzy                            |                          |

## Ocenění
V listopadu 2018 vyhrála ženskou kategorii čtenářských Hudebních cen iDNES.cz.
Český slavík:
- 2021–2022: 3. místo – Zpěvačka

Ceny Žebřík:
- 2022: 2. místo – Zpěvačka